# Listă de poeți: W
A - Ă - B - C - D - E - F - G - H - I - Î - J - K - L - M - N - O - P - Q - R - S - Ș - T - Ț - U - V - W - X - Y - Z

### W

#### Wa
- Robert Wace, (aprox. 1115- 1183 i.H )
- Ugonna Wachuku, (născut în 1971),
- David Wagoner
- Leon Wahl
- Diane Wakoski, (născut în 1937),
- Derek Walcott, (născut în 1930), (Premiul Nobel pentru Literatură)
- Rosmarie Waldrop
- Philip Walen
- Arthur Waley
- Alice Walker, (nascută în 1944)
- Christopher Wallace-Crabbe
- Edmund Waller, (1606-1687)
- Walsinghame
- Wang Wei, (698-759),
- Wang Changling
- Candice Ward
- Warniek Marilyn Nelson
- Robert Penn Warren, (1905-1989)
- Thomas Warton, (1728-1790),
- Isaac Watts, (1674-1748)
- David Wayne, (1914-1995)

#### We-Wh
- John Webster, (mort 1630)
- Ian Wedde, (născut în 1946)
- Theodore Weiss
- Philip Whalen (beatnic)
- John Wheelock Hall
- Margaret Walker
- Martin Walser, (născut în 1927)
- Franz Werfel, (1890-1945), poet ceh, prieten cu Franz Kafka
- Johan Herman Wessel, (1742-1785)
- Gilbert West
- Phillis Wheatley, (1753-1784)
- E.B. White, (1899-1985),
- James M. Whitfield
- Walt Whitman, (1819-1892)
- John Greenleaf Whittier, (1807-1892)

#### Wi
- John Wieners (beatnic)
- Kazimierz Wierzynski
- Richard Wilbur
- Jane Wilde, (1826-1896), mama lui Oscar Wilde
- Oscar Wilde, (1854-1900), Irish dramaturg, poet si satirist
- John Wilkinson
- William IX, Duke of Aquitaine, primul poet într-o limbă vernaculară, respectiv în franceză
- Saul Williams (născut în 1972)
- Shirley Williams (născut în 1930)
- Miller Williams
- Oscar Williams,
- Sherley Anne Williams
- Waldo Williams, (1904-1971), poet scoțian
- William Williams Pantycelyn, (1717-1791)
- William Carlos Williams
- John Wilmot (Earl of Rochester)
- Robley Wilson
- Yvor Winters
- George Wither, (1588-1667)

#### Wo-Wy
- Rafal Wojaczek
- Christa Wolf
- Charles Wolfe, (1791-1823)
- Hans Wollschläger
- George Woodcock, (1912-1995), poet, critic și anarhist
- Dorothy Wordsworth, (1771-1855)
- William Wordsworth, (1770-1850)
- Franz Wright
- Wright James
- Philip Stanhope Worsley, (1835-1866)
- Charles Wright, muzician, poet
- James Wright, (1927-1980)
- Judith Wright, (1915-2000)
- Thomas Wyatt, (1503-1542), poet britanic
- Elinor Wylie
- Hedd Wyn